# IC 3965
IC 3965 је елиптична галаксија у сазвјежђу Береникина коса која се налази на листи објеката дубоког неба у Индекс каталогу.
Деклинација објекта је + 18° 50' 35" а ректасцензија 12h 59m 22,8s. Привидна величина (магнитуда) објекта IC 3965 износи 16,0 а фотографска магнитуда 17,0.